# Українсько-македонські відносини
Українсько-македонські взаємовідносини почали розвиватись у 1993 році. А саме 23 липня 1993 р. Україна визнала державну незалежність колишньої Югославської Республіки Македонії (КЮРМ), 20 квітня 1995 р. встановила з нею дипломатичні відносини, а у 2000 р. підписала Договір
про дружбу і співробітництво. У 2001 р. Верховна Рада України ратифікувала
„Консульську конвенцію між Україною і Республікою Македонія” (2000 р.) та підписала ряд договорів про взаємовигідне співробітництво в різних сферах. Українсько-македонські відносини інтенсифікувалися на поч. 2000-х рр., коли посилився балканський
вектор зовнішньої політики України, особливо у зв’язку з участю України у миротворчих
операціях у цьому регіоні. Головуючи в Раді Безпеки ООН (у березні 2001р.) Українська
держава виступила за збереження територіальної цілісності й суверенітету Македонії, 
підтримала македонський Уряд у розв’язанні міжетнічного конфлікту мирним шляхом та
засудила (резолюція №1345 Ради Безпеки) акти насильства, вчинені албанськими
екстремістами в окремих районах Македонії та на півдні Сербії. 
Македонія, з огляду на своє геостратегічне положення, темпи оновлення
господарської інфраструктури є перспективним економічним партнером України в
Балканському регіоні. Наразі розвиток українсько-македонських відносин відбувається в
умовах конструктивного співробітництва як одного з елементів курсу на політичне й
економічне зближення з країнами Балканського регіону в контексті європейської та
євроатлантичної інтеграції. Україна продовжує брати активну участь у військово-політичному (як миротворець) житті цієї країни та поки що недостатньо закріпилась в соціально-економічному та освітньо-гуманітарному просторі. З вересня 2003 р. розпочалося викладання македонської мови у Львівському національному університеті імені Івана Франка, проводяться Дні культури України в Республіці Македонія та Македонії в Україні. 
Ефективною формою співробітництва, що засвідчила зацікавленість нашої держави у подальшій інтенсифікації економічних відносин з Республікою Македонія стали проведення в травні 2009 р. м.Охрид других засідань Комісії з торговельно-економічного співробітництва та Комітету з імплементації Угоди про вільну торгівлю, а також українсько-македонських бізнес-форумів у лютому (Києві) та травні (Охрид) 2009 р. 
Після Російського вторгнення на територію України (24.02.22.), Македонія засудила дії РФ, та надала Україні гумунітарну, та військову допомогу, Македонія надала Україні майже всі свої танки, які на початку 2000-их отримала від Росії.
Деякі експерти трактують це як вдячність Україні, за допомогу у вирішенні проблеми з Албанськими екстремістами.

## Договірно-правова база
Договірно-правова база відносин України з Республікою Македонія станом на 2019 рік налічує 42 чинних документи. Зокрема, було підписано: Консульську конвенцію між Україною та Республікою Македонія, міждержавний, Договір про правову допомогу в цивільних справах, міждержавну Угоду про вільну торгівлю; ряд міжурядових домовленостей та угод: про торговельно-економічне співробітництво, про науково-технічне співробітництво, про сприяння та захист інвестицій, про уникнення подвійного оподаткування, про повітряне сполучення, про співробітництво в галузі взаємного визнання робіт із сертифікації, про співробітництво в галузі культури та освіти, про співробітництво у сфері туризму, про співробітництво в галузі спорту та фізичної культури, про військово-технічне співробітництво, про умови взаємних поїздок громадян, про співробітництво у сфері інформації, та ін.

## Торговельно-економічне співробітництво між Україною та Республікою Македонія у2011р.
За даними Держкомстату України за 2011 рік зовнішньоторговельний обіг товарами і послугами склав 229 млн дол. США. При цьому експорт товарів і послуг з України до Македонії склав 81,8 млн дол. США, імпорт - 147,5. На жаль позитивного сальда, наприклад в порівнянні з 2010 роком не спостерігалось.
За 2011 рік основними групами експорту товарів з України до Македонії були чорні метали, енергетичні матеріали, нафта та продукти її перегонки, електричні машини та устаткування, мідь і вироби з міді.
Основними групами імпорту з Македонії до України за 2011 рік були: чорні метали, тютюн, овочі і коренеплоди, фармацевтична продукція, їстівні плоди та горіхи.
Протягом 2010 року українськими компаніями укладено два важливих контракти на загальну суму близько 12,5 млн євро. Це постачання міських автобусів в Македонію (ТОВ «Львівські автобусні заводи») та проектування 160 км газопроводу (ПАТ «Укргазпроект»). Поява згаданої української продукції на македонському ринку є першим важливим кроком для диверсифікації українського експорту в Македонію, особливо, якщо врахувати існуючу структуру українського експорту (93,4% припадає на продукцію чорної металургії).
За сприяння Посольства відкрито офіс македонсько-української господарської палати (28 травня ) та забезпечено постійну інформаційну підтримку його діяльності в частині знаходження українських партнерів для зацікавлених македонських підприємств.

## Двостороннє співробітництво в культурно-гуманітарній сфері
Співробітництво між Україною і Республікою Македонія в культурно-гуманітарній сфері залишається важливою складовою двосторонніх відносин між нашими державами. Культурна, релігійна, мовна і етнічна близькість двох народів обумовлює взаємну зацікавленість у розвитку українсько-македонських культурно-гуманітарних контактів. 
У травні 2009 року в центрі м.Скоп’є встановлено погруддя Тараса Шевченка. Автор бронзового погруддя Кобзареві відомий македонський скульптор, академік Т.Серафімовський нагороджений у 2009 році державною нагородою України - орденом „За заслуги» ІІІ ступеню. У грудні 2009 року в приміщенні Посольства проведено урочисту церемонію вручення, на якій були присутні представники наукової та духовної еліти Республіки Македонія.
Продовжується співробітництво між театром опери і балету м.Скоп’є та Київським театром опери і балету ім. Т.Шевченка. Македонська сторона опрацьовує пропозиції щодо співробітництва МОБ з Львівським театром опери і балету ім.С.Крушельницької.
Перспективним є розвиток співпраці в науково-освітній сфері, актуальним є пожвавлення контактів по лінії національних академій наук України і Республіки Македонія. Сталим є співробітництво між науковцями України і Республікою Македонія (по лінії академій наук двох країн).
Приділяється увага співробітництву між освітніми закладами двох країн. За ініціативи Посольства у квітні 2009 року було продовжено дію Угоди про співробітництво між університетом “Святих Кирила та Мефодія” м.Скоп’є та Київським національним університетом імені Тараса Шевченка. Опрацьовується питання запровадження лекторату української мови на Філологічному факультеті університету “Святих Кирила та Мефодія” та македонської в Київському національному університеті імені Тараса Шевченка.
Продовжується співробітництво між Національною бібліотекою України ім. В.Вернадського НАН України та Національною університетською бібліотекою “Святий Климент Охридський”.
Значним є внесок у розвиток двостороннього культурно-гуманітарного співробітництва Громади українців у Республіці Македонія імені Лесі Українки. Посольство надавало підтримку у здійсненні перекладів македонською мовою творів відомих українських письменників. У виданні НАНУ має вийти переклад поезій відомого македонського поета Кочо Рацина українською мовою. У Києві в упорядкуванні Б.Хоменка має вийти книга "Поема Тараса Шевченка "Кавказ" мовами світу", зокрема македонською мовою, у перекладі В.Чорний-Мешкової.
Інститут мистецтвознавства, фольклористики та етнології НАНУ присвятив щоквартальне видання «Народна творчість та етнографія» (№ 3/09) македонській фольклористиці.
Важливим напрямом діяльності установи було ознайомлення македонської громадськості з сучасним українським мистецтвом та літературою. У липні 2009 р. у виставковому залі Національної університетської бібліотеки “Святий Климент Охридський” проведено виставку вишиваних робіт Анжеліки Рудницької „Український Всесвіт”, у серпні 2009 р. в приміщенні виставкової зали музею міста Скоп’є експонувалися роботи відомого українського художника Р.Романишина.
Перспективним є розвиток співпраці в науково-освітній сфері, актуальним є пожвавлення контактів по лінії національних академій наук України і Республіки Македонія: 1-4 жовтня 2010 року в м.Штіп (Північна Македонія) відбулася 8 українсько-македонська наукова конференція, в якій взяли участь 14 науковців Національної Академії Наук України.
2 жовтня 2010 р. були підписані угоди про співробітництво між Київським національним педагогічним університетом ім.М.Драгоманова і Штіпським університетом “Гоце Делчев”, між Харківським національним університетом ім. В.Каразіна та Штіпським університетом “Гоце Делчев”.
3 листопада 2010 року в рамках офіційного візиту Прем’єр-міністра Македонії Н.Груєвського було підписано Програму про співробітництво на 2010-2014 рр., яка покликана сприяти імплементації положень Угоди між Кабінетом Міністрів України та Урядом Республіки Македонія про співробітництво в галузі культури.
Розпочато підготовку до проведення Днів культури України в республіці Північна Македонія у 2011 році, а також Днів культури Македонії в Україні у 2012 році.
У Скоп’є офіційно зареєстровано дві організації, в яких є членами етнічні українці - Товариство македонсько-української дружби та співробітництва, створене 22.11.1994 р. та Громада українців в Республіці Македонія ім. Лесі Українки, офіційно зареєстрована 26.03.2004 р.
Більшість членів Товариства македонсько-української дружби та співробітництва - македонці, відомі діячі науки, культури та мистецтв, журналісти, представники ділових кіл тощо.
Метою діяльності Громади є підтримка зв‘язків з історичною Батьківщиною, збереження культурної спадщини і сприяння у поширенні української культури серед македонської громадськості.